# FV102 Striker
Il FV102 Striker è un cacciacarri lanciamissili cingolato britannico, sviluppato come variante della famiglia CVR(T).

## Storia
Lo Striker era una versione anticarro della famiglia CVR(T), equipaggiata con il missile filoguidato Swingfire. I primi veicoli di serie furono consegnati nel 1975, per entrare in servizio l'anno successivo nelle batterie missilistiche anticarro della Royal Artillery nel British Army of the Rhine (BAOR). In seguito furono trasferiti a Royal Armoured Corps, assegnati ai reggimenti da ricognizione. Il 24 marzo 2003, durante l'invasione dell'Iraq del 2003, uno Striker distrusse un T-55 irakeno con un missile Swinfire. Lo Striker venne ritirato dal servizio dal British Amry quando lo Swingfire fu sostituito dal Javelin, a partire dalla metà del 2005.

## Tecnica
Il veicolo esternamente era pressoché indistinguibile dalla versione trasporto truppe FV103 Spartan, fino a quando il lanciatore non veniva sollevato. Il lanciatore quintuplo, nella parte posteriore del mezzo, ospitava 5 missili pronti al fuoco; altri 5 missili di riserva erano trasportati all'interno del veicolo. Il lanciatore veniva sollevato a 35° per il lancio. Il sistema di guida poteva essere sbarcato e operato a distanza dal mezzo grazie a un cavo di 100 m, in modo da lasciare il lanciatore in posizione completamente defilata, anche grazie alla capacità del missile di virare fino a 90° dopo il lancio. Originariamente i missili erano guidati manualmente dall'operatore tramite joystick (MCLOS). In seguito venne introdotto un sistema semiautomatico (SACLOS), nel quale l'operatore puntava semplicemente il target. L'armamento secondario era costituito da una singola mitragliatrice L37A1 calibro 7,62 × 51 mm NATO e da quattro lanciagranate fumogene sui ogni lato.
Inizialmente il mezzo, come tutti i veicoli della famiglia CVR(T), era dotato di motore automobilistico a benzina Jaguar da 4,2 l, con potenza ridotta da 265 a 195 hp per prolungarne la vita utile. In seguito questo venne sostituito da un motore Diesel Cummins, più economico nei consumi.

## Utilizzatori
- Belgio
- Regno Unito - ritirato a partire dal 2005.